# Kensuke Shinzaki
Kensuke Shinzaki (Japans: 新崎 健介 Shinzaki Kensuke) (Tokushima, 2 december 1966), beter bekend als Jinzei Shinzaki, is een Japans professioneel worstelaar.
In 1995 worstelde Shinzaki voor de World Wrestling Federation als Hakushi (Engels: White Messenger) en hij had de rol van een Boeddhistpelgrim. Hij bleef tot 1996 worstelen voor de WWF.

## In het worstelen
- Finishers
  - Koya Otoshi
  - Nenbutsu Powerbomb
  - Gokuraku-Gatamb

- Signature moves

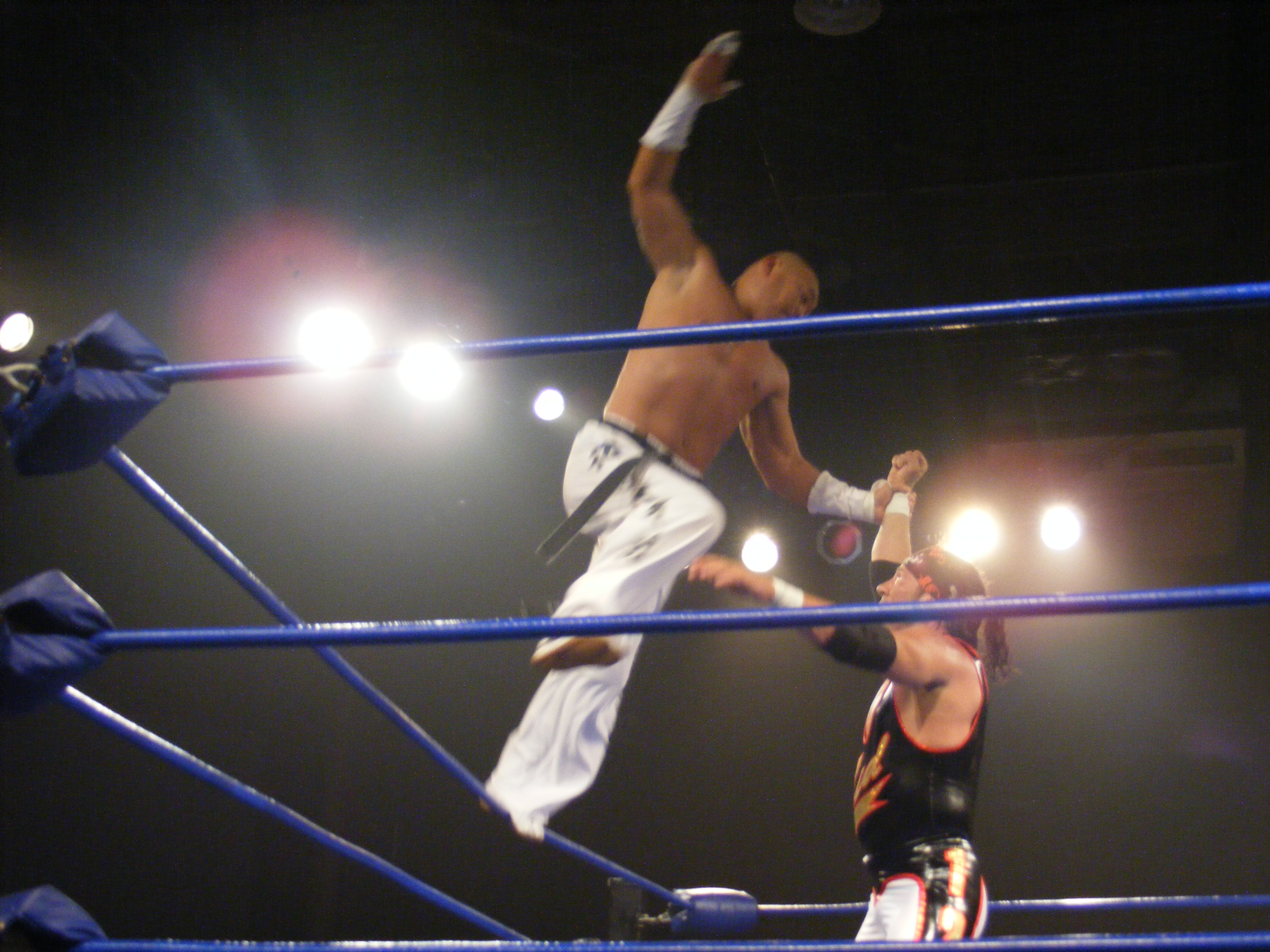
Shinzaki voerde de Ogami Watari uit op 1-2-3- Kid, in april 2011.

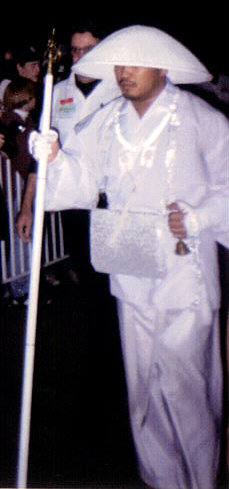
Shinzaki als Hakushi in 1995

  - Cartwheel over the top rope suicide moonsault
  - Chokeslam
  - Handspring back elbow smash
  - High-angle corner slingshot
  - Mandala hineri
  - Meerdere "kick" variaties
    - Backflip
    - Corner-to-corner missile drop
    - Mule
    - Super
    - Ogami Watari
    - Springboard splash
    - Standing moonsault

- Managers
  - Shinja

## Prestaties
- All Japan Pro Wrestling
  - AJPW All Asia Tag Team Championship (1 keer: met Hayabusa)

- Michinoku Pro Wrestling
  - Tohoku Tag Team Championship (3 keer: met Último Dragón (1x) en Gaina (2x))
  - Futaritabi Tag Tournament (1994) – met Super Delfin